# Ami Kondo
Ami Kondo (em japonês:  近藤 亜美, Kondo Ami; Nagoia, 9 de maio de 1995) é uma judoca japonesa. Seu pai foi um lutador de sumô, e começou a lutar aos 5 anos de idade. Sua técnica favorita é o Harai goshi.
Foi medalha de bronze nos Jogos de 2016 no Rio de Janeiro, além de campeã mundial em 2014.